# Setaria lachnea
Setaria lachnea är en gräsart som först beskrevs av Christian Gottfried Daniel Nees von Esenbeck, och fick sitt nu gällande namn av Carl Sigismund Kunth. Setaria lachnea ingår i släktet kolvhirser, och familjen gräs. Inga underarter finns listade i Catalogue of Life.